# Augochloropsis iris
Augochloropsis iris là một loài Hymenoptera trong họ Halictidae. Loài này được Schrottky mô tả khoa học năm 1902.